# Uzeda
Uzeda est un groupe de rock indépendant expérimental italien, originaire de Catane en Sicile. Il est formé en 1987 par la chanteuse Giovanna Cacciola, du bassiste Raffaele Gulisano, du batteur Davide Oliveri et des guitaristes Agostino Tilotta et Giovanni Nicosia.

## Biographie
Le nom du groupe est celui d'une des portes de leur ville d'origine. Connu pour ses concerts énergiques et ses nombreuses tournées, le groupe a souvent été comparé a des groupes emblématique du noise rock comme Big Black, Sonic Youth ou The Jesus Lizard,.
Après la sortie de leurs deux premiers albums, Waters et Out of Colours (ce dernier étant produit par Steve Albini), le groupe fait le choix de l'indépendance en s'affranchissant de tous les accords signés avec différents labels discographiques et en gérant lui-même son agenda. En 1995 cependant, le groupe sort un maxi chez Touch and Go Records, encore produit par Albini. Nicosia quitte le groupe au début de la même année.
En 1998, après la tournée de promotion de l'album Different Section Wires, Cacciola et Tilotta se tournent vers un nouveau projet, Bellini, et le groupe reste en suspens jusqu'à la sortie de Stella en 2006. En 2007, Giovanna Cacciola participe au chant à l'EP The Phoenix Tree, du groupe Mono, sur le morceau Black Rain.

## Discographie
- 1991 : Out of Colours (A.V. Arts)
- 1993 : Waters (A.V. Arts)
- 1994 : The Peel Sessions (Strange Fruit)
- 1995 : 4 (Touch and Go)
- 1998 : Different Section Wires (Touch and Go)
- 2006 : Stella (Touch and Go)